# Augusta Löwenhielm
Pour les articles homonymes, voir Carl Löwenhielm et Fersen.
La comtesse Löwenhielm, née Christina Augusta von Fersen  (1754-1846), est une personnalité de la noblesse suédoise et dame d'honneur de la reine de Suède Sophie-Madeleine de Danemark. Fille du comte Carl Reinhold von Fersen et de la comtesse née Charlotta Sparre, elle épouse en 1771 le comte Fredrik Löwenhielm. Cousine d'Axel de Fersen, célèbre pour son amitié avec Marie-Antoinette, et de la comtesse Piper, elle fut la maîtresse du duc de Sudermanie, futur roi Charles XIII de Suède. Connue comme faisant partie des Trois Grâces de la cour, elle fut une personnalité de premier plan de la société mondaine de l'époque.

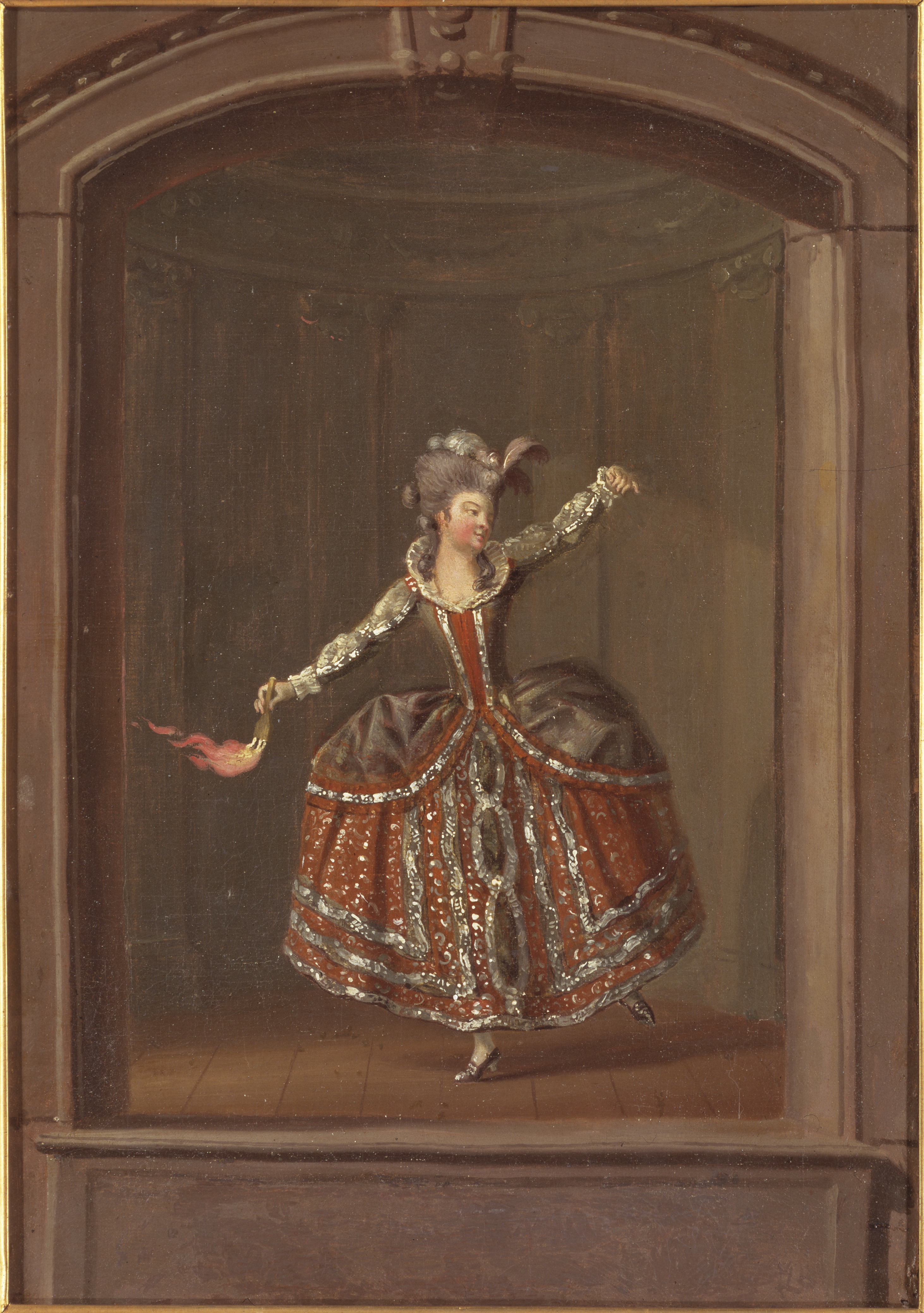
Christina Augusta von Fersen

## Biographie
La comtesse Löwenhielm est la fille du comte de Fersen (oncle d'Axel de Fersen), maître des forêts du domaine royal, qui est décrit comme le gentilhomme le plus élégant et le plus spirituel du royaume. Sa mère a laissé le souvenir à la cour de Versailles d'une dame de grande beauté, lorsqu'elle y avait accompagné entre 1739 et 1742 sa cousine, la comtesse de Tessin, épouse du comte de Tessin, ambassadeur de Suède auprès de Louis XV. Elle est nommée plus tard dame d'honneur de la reine de Suède Louise-Ulrique de Prusse, puis première dame d'honneur de la reine Sophie-Madeleine de Danemark.
Augusta de Fersen épouse en 1770 le comte Löwenhielm qui passe beaucoup de temps à l'étranger comme ambassadeur. Il est auprès de la cour de Saxe à Dresde dans les années 1770. La jeune comtesse devient en 1771 dame d'honneur de la reine Sophie-Madeleine et devient l'une des dames les plus en vue de la cour. Sa sœur, la baronne von Höpken, la comtesse Meijerfeldt et elle-même inspirent à Johan Henric Kellgren (1751-1795) le poème Les Trois Grâces (Gracernas döpelse) selon lequel elles doivent, comme dans la mythologie grecque, apporter par leur beauté la joie aux mortels. La comtesse est recherchée pour son élégance et son bon goût. Sa sœur, la baronne von Höpken, est l'objet de l'affection, jusqu'à un certain point, du prince Frédéric-Adolphe (1750-1803) et elle-même a une liaison avec le prince Charles. Celle-ci dure de 1771 à 1777. Elle est acceptée et reconnue par les courtisans, mais la jeune comtesse n'est pas considérée comme maîtresse officielle du prince. Ce dernier épouse en 1774 la princesse Hedwige-Élisabeth-Charlotte de Schleswig-Holstein-Gottorp (1759-1818), princesse extrêmement belle, mais le mariage n'est pas consommé à cause de la relation du prince, titré duc de Sudermanie, et de la jeune comtesse. Elle est ensuite remplacée par Charlotte Eckerman, par puis Charlotte Slottsberg. La comtesse Löwenhielm, qui n'a aucun préjugé, a plusieurs liaisons successives après que sa relation avec le duc de Sudermanie eut cessé.
La duchesse de Sudermanie la décrit ainsi dans son fameux Journal intime : « Elle est sans aucun doute charmante, sa figure est plaisante, son allure distinguée et lorsqu'elle est parée pour le bal, elle est magnifique ». En ce qui concerne ses traits de caractère, la duchesse remarque qu'elle n'a pas de mauvaise influence sur le prince Charles, et que suffisamment tolérante elle-même, elle tolère les écarts du prince avec gentillesse.« L'autre jour, la comtesse Löwenhielm est arrivée en retard pour le dîner, un quart d'heure après qu'il eut commencé et malheureusement en même temps que le baron von Essen. Nous avons tous trouvé cela amusant, car nous sommes au courant de leur liaison, et personne ne pouvait s'empêcher de sourire. » La baronne von Höpken, quant à elle, remarque que « si quelque chose de la sorte pouvait arriver à un simple mortel, on ne cesserait d'en parler, mais ma sœur est toujours excusée d'avance, et l'on peut considérer cela comme une preuve de sa nature franche et ouverte qui expose aux yeux du monde sa liaison avec ce pauvre Essen. » La duchesse de Sudermanie répond qu'« elle ne fait pas plus attention que les autres, mais que son bon cœur et son amabilité lui font faire preuve de gentillesse sans se mêler des affaires des uns et des autres et qu'ainsi elle est moins exposée aux sarcasmes. »
La comtesse Löwenhielm quitte la cour en 1795, car sa mère, première dame d'honneur de la reine, est renvoyée et ses filles quittent donc leur position par solidarité avec leur mère, officiellement pour s'occuper de sa santé. La comtesse présente Lolotte Forssberg à la cour. Elle passe ses dernières années à des œuvres de charité et à la piété.

## Famille
- De son union avec le comte Fredrik Löwenhielm est issu Gustaf Carl Fredrik Löwenhielm (1771-1856), ainsi qu'un fils et une fille morts en bas âge
- De sa liaison avec le prince Charles de Suède est issu Carl Löwenhielm (1772-1861)

## Source
- (en) Cet article est partiellement ou en totalité issu de l’article de Wikipédia en anglais intitulé « Augusta von Fersen » (voir la liste des auteurs).